# Жансем, Жан
Жан Жансем (настоящая фамилия Ованес Семерджян; 9 марта 1920, Бурса — 27 августа 2013, Исси-ле-Мулино) — французский художник.

## Биография

### Семья
Ованес Семерджян родился в селе Селеге, пригороде Бурсы, в семье прядильщика шёлка. Под угрозой новых гонений на армян в 1922 году семья с отступающей греческой армией эмигрировала в Грецию. 
В 1931 году, после смерти отца, для лечения сломанной ноги сына мать переезжает во Францию и поселяется в пригороде Парижа Исси-ле-Мулино.

### Образование
С 1934 по 1936 год Ованес посещал свободную академию Монпарнаса. В 1938 году он оканчивает Парижскую академию декоративного искусства, после чего в течение года оттачивает своё мастерство в мастерской «Сабатеи». С самого начала художник избрал в качестве объекта вдохновения отверженных, несчастных людей, а также жертв геноцида армян. Жансем является последовательным носителем национальной исторической памяти, которую он на протяжении всей своей жизни привносил в изобразительные ряды. Первые работы в качестве самостоятельного художника Жансем начинал с армянских национальных мотивов («Армянка», «Армянская свадьба», «Похороны» и др.). Спустя несколько лет, в 1944 году, была организована первая выставка художника.

### Деятельность
Начиная с 1951 года, молодой художник одерживает победы на конкурсах в Бельгии (биеннале в Брюгге) и Мексике («Компарезон»), удостаивается премий «При популист» и «Антрал», а также, в 1956 году избирается президентом салона молодых художников. После того как он подряд получил четыре престижные премии, перед ним открылись двери галерей. Его работы стали активно скупаться, в результате чего в 37 лет он приобрёл имя и разбогател. Жансем иллюстрировал десятки книг, среди которых книги Сервантеса, Бодлера. Работы художника имеются во многих музеях мира. Его картины неоднократно выставлялись на его персональных выставках, число которых давно перевалило за сотню.
В 2001 году по приглашению президента Республики Армения Роберта Кочаряна Жансем посещает Армению, где приносит в дар Музею Геноцида армян свою коллекцию из 34 картин цикла «Геноцид», выполненных в 2000—2001 годах. В 2002 году художника в Армении награждают «орденом Святого Месропа Маштоца» и избирают иностранным членом Национальной Академии наук Армении.
10 марта 2010 года указом президента Армении Сержа Саргсяна за вклад в укрепление армяно-французских культурных связей и в связи с 90-летием Жансем был награждён «Орденом Почёта».

### Смерть
Умер Жан Жансем 27 августа 2013 года в Исси-ле-Мулино. На момент смерти художнику было 93 года.

## Достижения
- 1951 — Победитель конкурса в Бельгии (биеннале в Брюгге)
- 1951 — Победитель конкурса «Компарезон» в Мексике
- 1951 — Премия «При популист»
- 1953 — Премия «Антрал»
- 1997 — Кавалер ордена Искусств и литературы[6]
- 2002 — Орден Святого Месропа Маштоца (Армения)[6]
- 2003 — Кавалер ордена Почётного легиона[6]
- 5 марта 2010 — Орден Почёта (Армения) — за значительный вклад в укрепление армяно-французских культурных связей, а также по случаю своего 90-летия[8]